# Цона Артиђанале (Болцано)
Цона Артиђанале је насеље у Италији у округу Болцано, региону Трентино-Јужни Тирол.
Према процени из 2011. у насељу је живело 98 становника. Насеље се налази на надморској висини од 1328 м.